# Такаяма (Ґумма)

36°37′15″ пн. ш. 138°56′37″ сх. д. / 36.62083° пн. ш. 138.94361° сх. д.
Такая́ма (яп. 高山村, たかやまむら, МФА: [takajama muɾa]) — село в Японії, в повіті Аґацума префектури Ґумма. Станом на 1 жовтня 2007 площа села становила 64,16 км². Станом на 1 серпня 2008 населення села становило 4260 осіб.